# Hansenomysis armata
Hansenomysis armata är en kräftdjursart som beskrevs av Yakov Avadievich Birstein och Tchindonova 1958. Hansenomysis armata ingår i släktet Hansenomysis och familjen Petalophthalmidae. Inga underarter finns listade i Catalogue of Life.